# Autorità monetaria reale del Bhutan
La Royal Monetary Authority of Bhutan (RMA; italiano: Reale autorità monetaria del Bhutan) è la banca centrale del Bhutan; di proprietà del governo, è stata fondata nel 1982, in seguito all'approvazione dell'atto di fondazione da parte dell'Assemblea Nazionale del Bhutan, avvenuta durante la sua 56ª sessione. La banca ha sede a Thimphu ed è attualmente presieduta dal ministro delle finanze Lyonpo Wangdi Norbu.

## I compiti della banca
La banca ha il compito di regolare la disponibilità di moneta e di regolarne lo scambio internazionale; promuove la stabilità monetaria; supervisiona e regola l'attività delle banche e delle istituzioni finanziarie in genere; promuove il credito e si occupa di creare le condizioni e la struttura adatta ad una crescita bilanciata dell'economia. Ha poi il compito di emettere lo ngultrum, la valuta nazionale del Bhutan.